# سرلشکر
| درجه‌های ارتش ایران | درجه‌های ارتش ایران | درجه‌های ارتش ایران |
| نیروها             | نیروها             | نیروها             |
| زمینی و هوایی      | دریایی             |                    |
| ------------------ | ------------------ | ------------------ |
| ارتشبد             | دریابد             |                    |
| سپهبد              | دریاسالار          |                    |
| سرلشکر             | دریابان            |                    |
| سرتیپ              | دریادار            |                    |
| سرتیپ دوم          | دریادار دوم        |                    |
| سرهنگ              | ناخدا یکم          |                    |
| سرهنگ دوم          | ناخدا دوم          |                    |
| سرگرد              | ناخدا سوم          |                    |
| سروان              | ناوسروان           |                    |
| ستوان ۳، ۲ و ۱     | ناوبان ۳، ۲ و ۱    |                    |
| استوار ۲ و ۱       | ناواستوار ۲ و ۱    | ناواستوار ۲ و ۱    |
| گروهبان ۳، ۲ و ۱   | مهناوی ۳، ۲ و ۱    | مهناوی ۳، ۲ و ۱    |
| سرجوخه             | سرناوی             | سرناوی             |
| سرباز ۲ و ۱        | ناوی ۲ و ۱         | ناوی ۲ و ۱         |
| سرباز              | ناوی               | ناوی               |

سرلشکر در نیروهای مسلح ایران به درجهٔ نظامی بالاتر از سرتیپ و پایین‌تر از سپهبد گفته می‌شود. معادل این درجه در نیروی دریایی ایران، دریابان است. نشان مورد استفاده در این درجه نشان تیمساری به علاوهٔ دو ستاره می‌باشد. این درجه بالاترین درجه‌ای است که پس از انقلاب اسلامی به یک نظامی در هنگام حیاتش، اعطا شده‌است.

## تاریخچه
این درجه در آغاز «امیرتومان» نام داشت. در ۱۴ دی ۱۳۰۰ ه‍.خ به «امیرلشکر» تغییر نام داد. در ۱۳۱۳ به «سرلشکر» تبدیل شد. در ۳ خرداد ۱۳۱۴ اولین جلسهٔ رسمی فرهنگستان ایران واژهٔ «لشکربد» برای این درجه از سوی وزارت معارف بخشنامه گردید. ولی این واژه در قانون ترفیعات ارتش شاهنشاهی ایران گنجانده نشد و همان واژهٔ سرلشکر به کار گرفته شد.

## نگارخانه

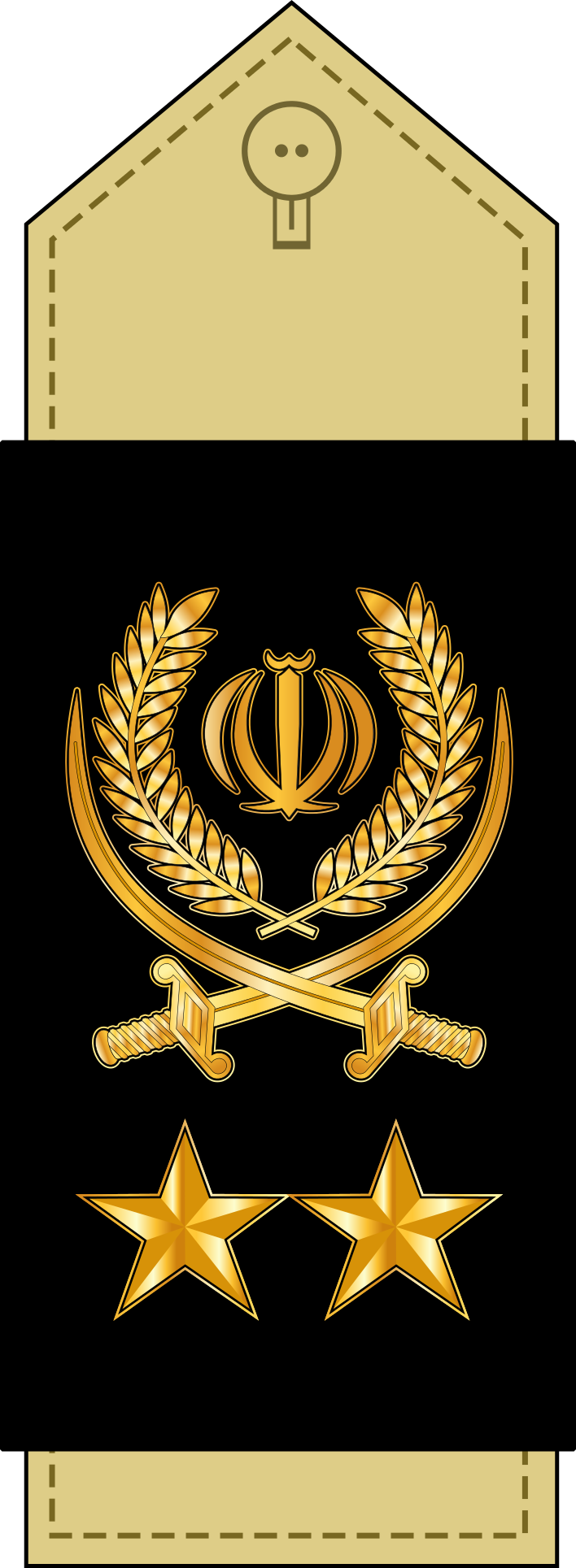
نشان سرلشکر نیروی زمینی ارتش جمهوری اسلامی ایران
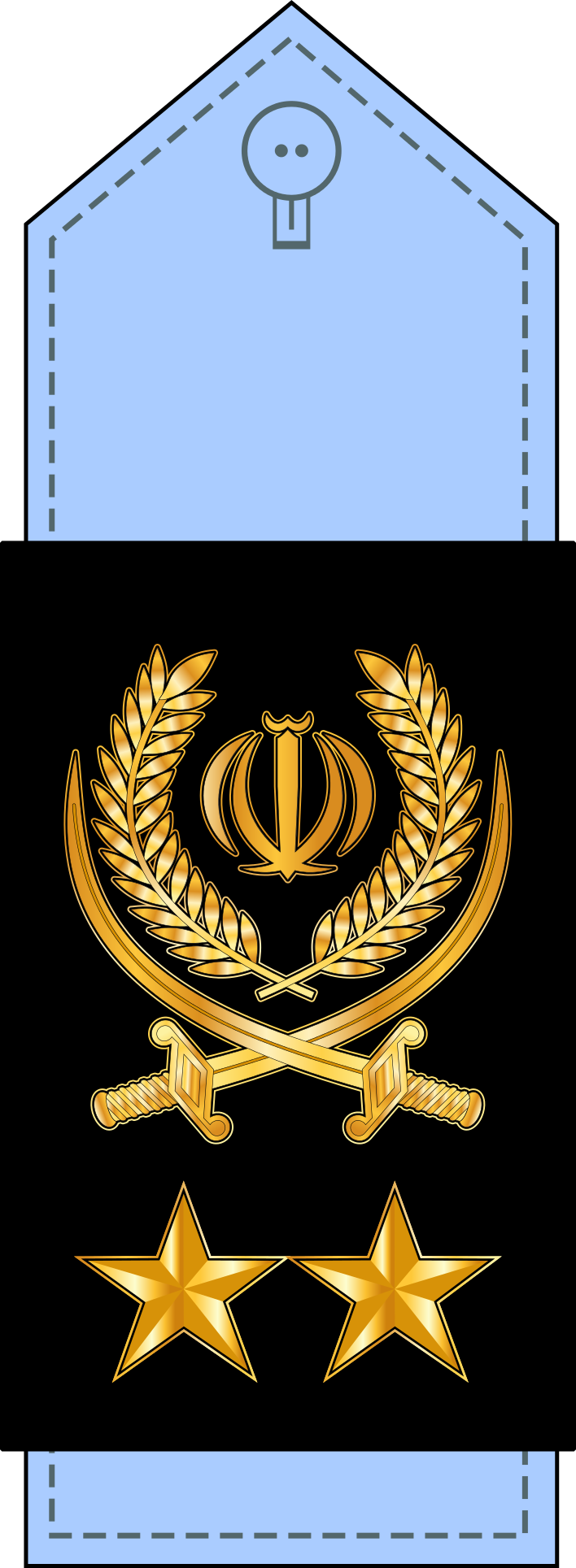
نشان سرلشکر نیروی هوایی ارتش جمهوری اسلامی ایران
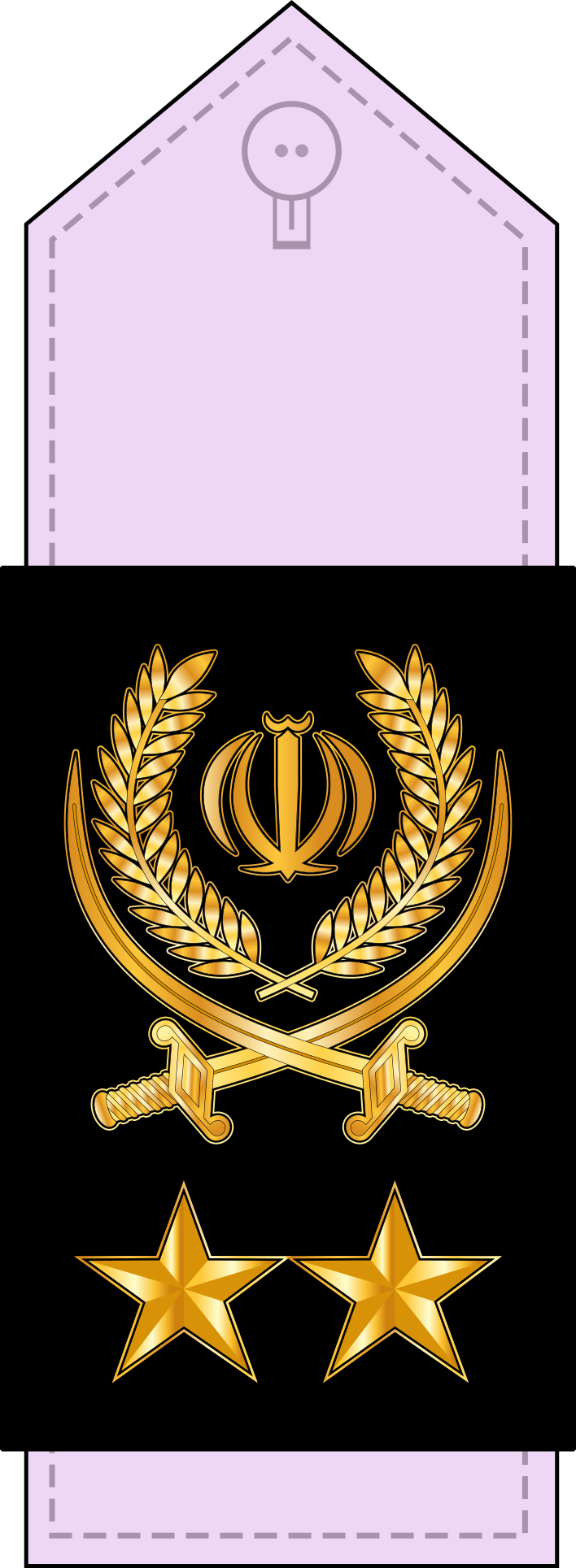
نشان سرلشکر نیروی پدافند هوایی ارتش جمهوری اسلامی ایران
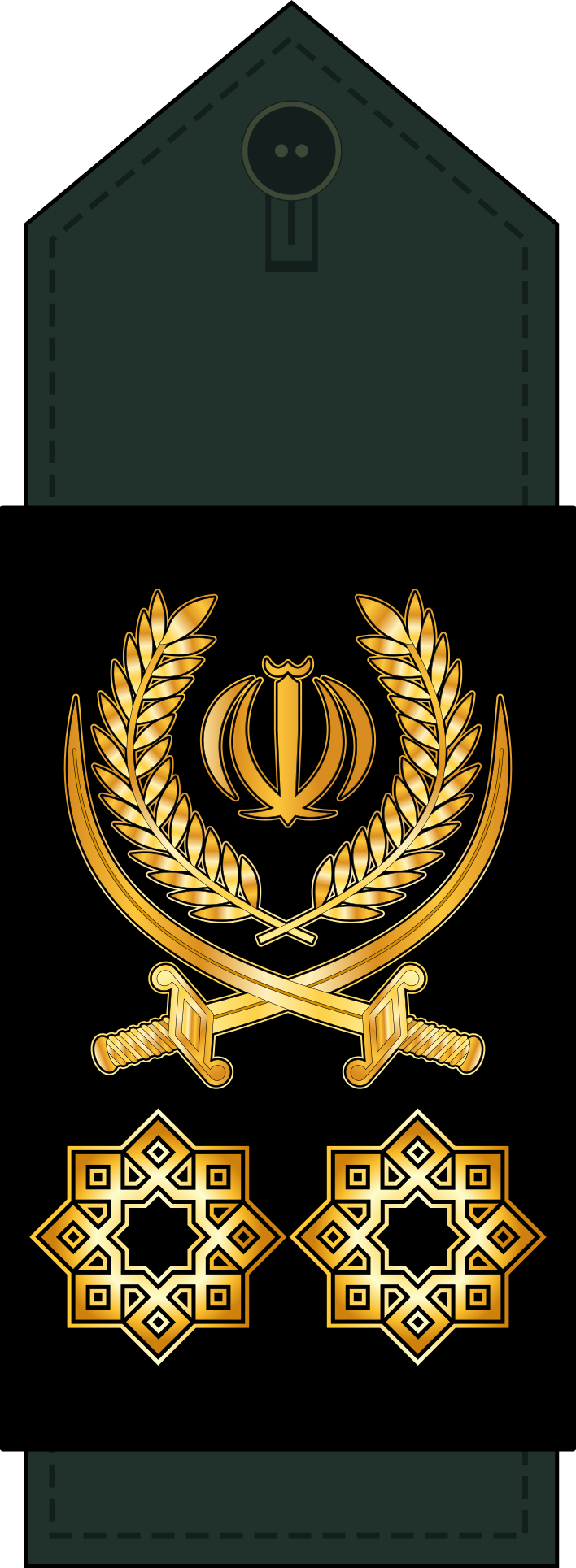
نشان سرلشکر پاسدار و دریابان پاسدار سپاه پاسداران انقلاب اسلامی
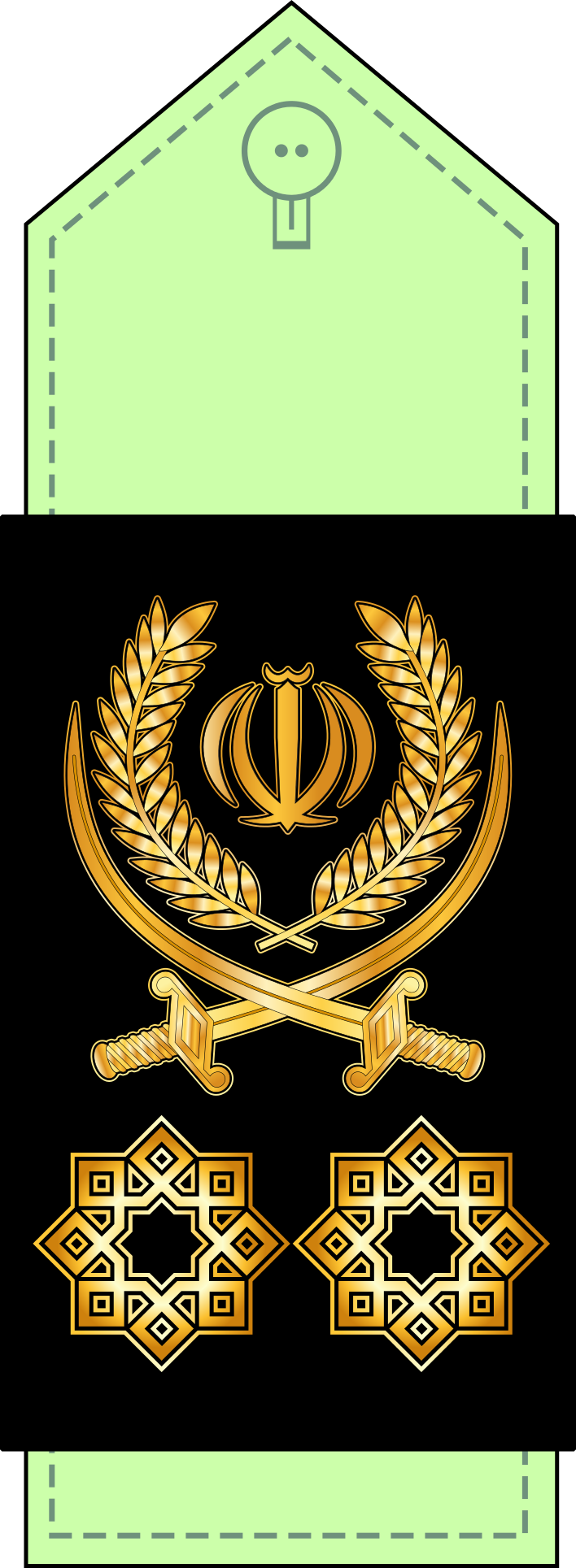
نشان سرلشکر فرماندهی انتظامی جمهوری اسلامی ایران
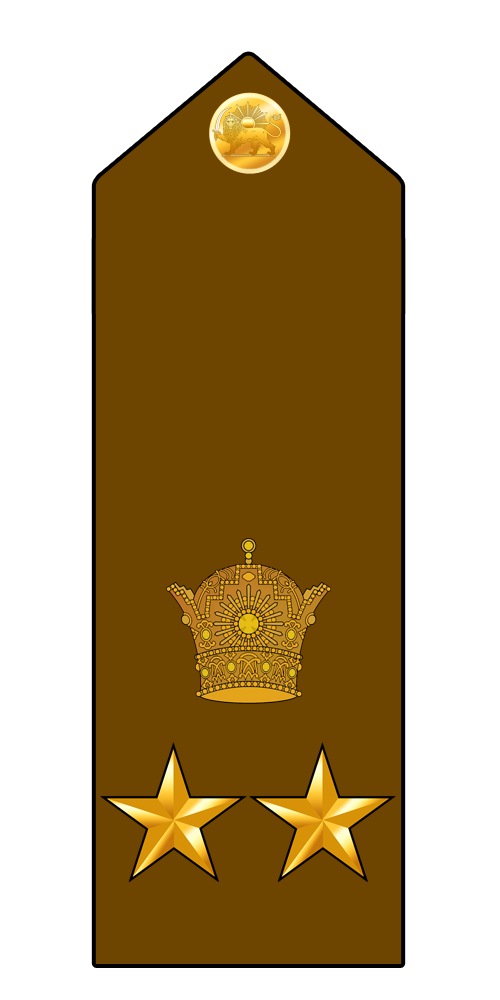
نشان سرلشکر نیروی زمینی شاهنشاهی ایران
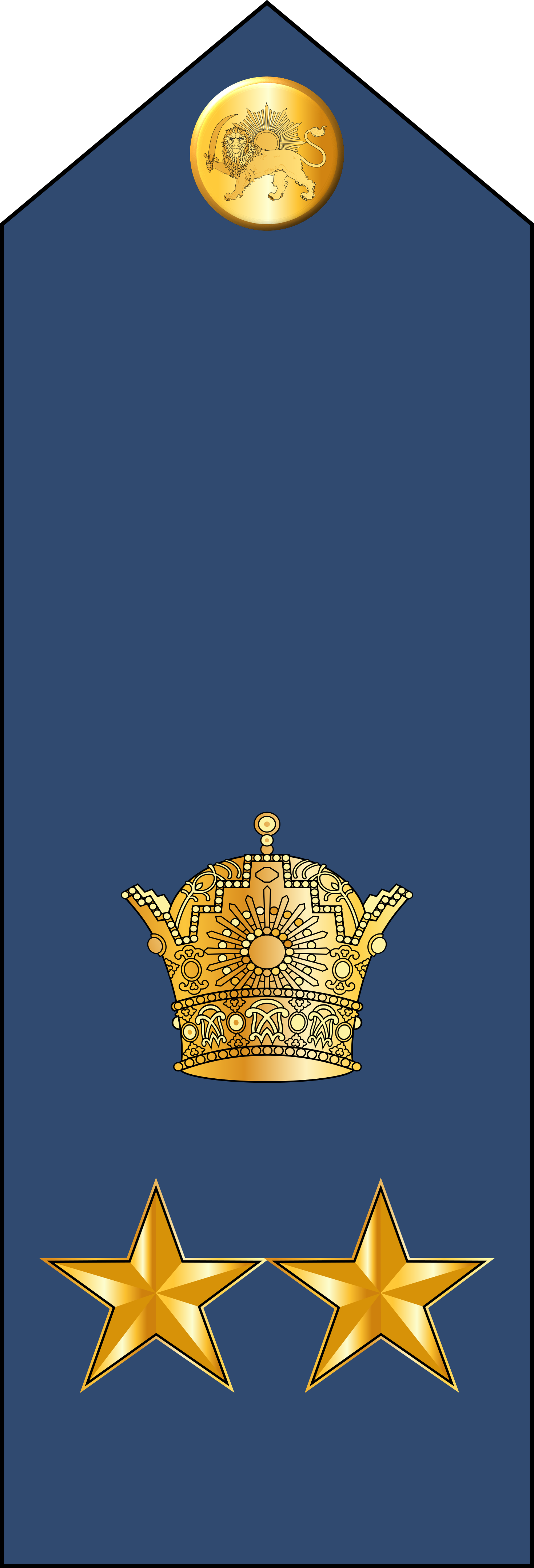
نشان سرلشکر نیروی هوایی شاهنشاهی ایران